# Училище за магии
„Училище за магии“ (на английски: The Academy of Magic) е компютърна анимация от 2020 г. на режисьора Йорген Клубиен, който е съсценарист със Синди Робинсън.
В България премиерата на филма в кината е пусната на 25 март 2021 г. от bTV Studios. Дублажът е нахсинхронен в Андарта Студио.